# Еленія гірська
Еле́нія гірська (Elaenia frantzii) — вид горобцеподібних птахів родини тиранових (Tyrannidae). Мешкає в Мексиці, Центральній і Південній Америці. Вид названий на честь німецького лікаря і натураліста Александра фон Франціуса.

## Опис

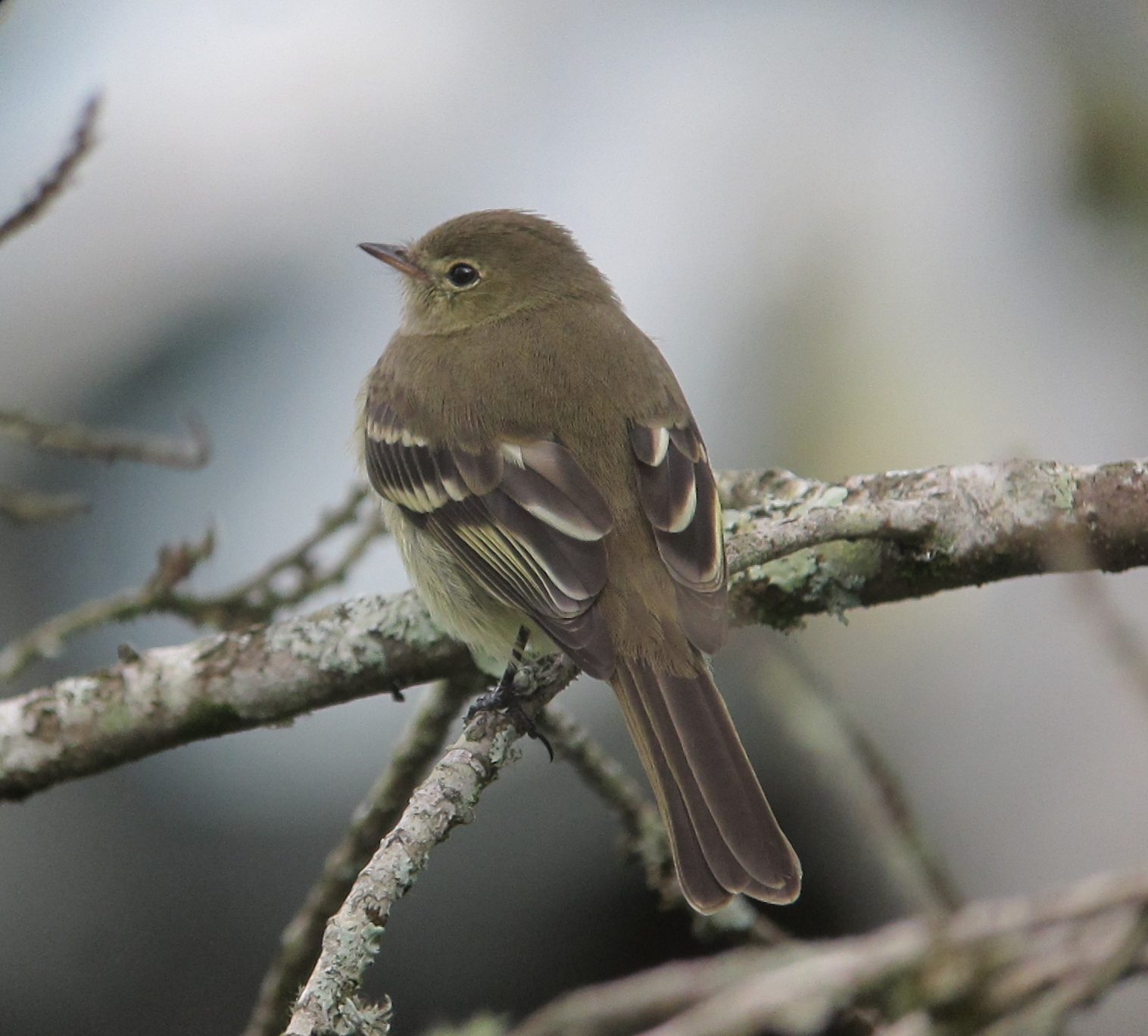
Гірська еленія

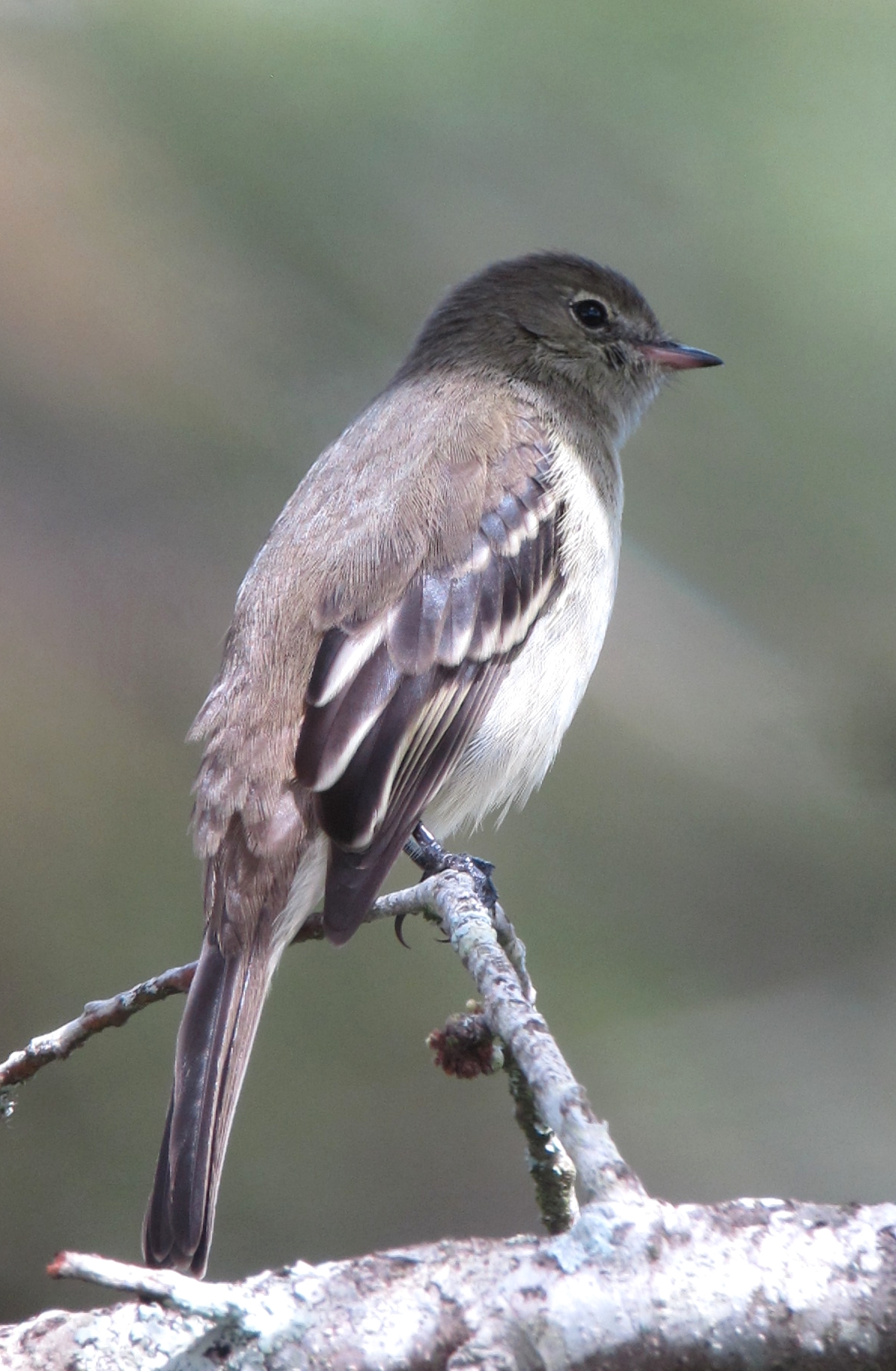
Гірська еленія

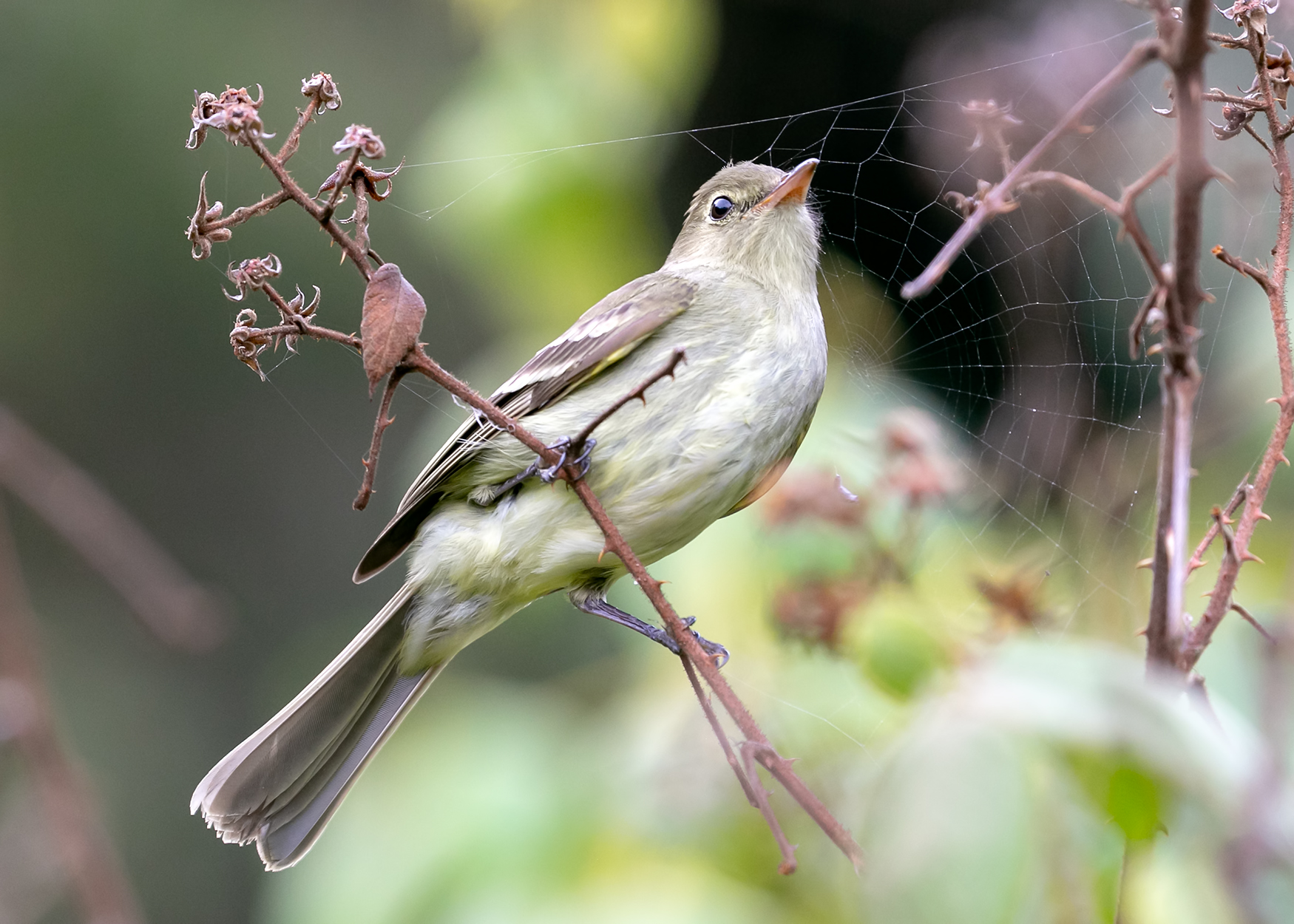
Гірська еленія

Довжина птаха становить 14-15 см, вага 17-20 г. Верхня частина тіла тьмяно-оливкова. Крила темні з двома білуватими смужками, пера мають вузькі жовті края. Навколо очей вузькі білі кільця. Горло і груди жовтувато-сірі, живіт тьмяно-жовтий. Очі темно-карі. Дзьоб чорний, біля основий світло-роговий, лапи чорнуваті. Виду не притаманний ставтевий диморфізм. Молоді птахи мають коричнювате забарвлення, нижня частина тіла у них блідіша, а смужки на грудях білі. Представники підвиду E. f. pudica мають менші розміри, ніж представники номінативного підвиду, верхня частина тіла у них тьмяніша, а нижня частина тіла світліша. Представники підвиду E. f. browni мають менші розміри, ніж представники номінативного підвиду, верхня частина тіла у них світліша. Представники підвиду E. f. ultima вирізняються тьмянішим забарвленням.

## Підвиди
Виділяють чотири підвиди:
- E. f. ultima Griscom, 1935 — Чіапас (південна Мексика), Гватемала, Сальвадор, Гондурас;
- E. f. frantzii Lawrence, 1865 — Нікарагуа, Коста-Рика, західна Панама;
- E. f. browni Bangs, 1898 — Сьєрра-Невада-де-Санта-Марта (північна Колумбія), Сьєрра-де-Періха (північно-східна Колумбія і північно-західна Венесуела);
- E. f. pudica Sclater, PL, 1871 — Анди в Колумбії, західній і північній Венесуели (Кордильєра-де-Мерида і Прибережний хребет).

## Поширення і екологія
Гірські еленії мешкають в Мексиці, Гватемалі, Сальвадорі, Гондурасі, Нікарагуа, Коста-Риці, Панамі, Колумбії і Венесуелі. Вони живуть у вологих гірських і рівнинних тропічних лісах, на узліссях, галявинах, полях і пасовищах. Ведуть переважно поодинокий спосіб життя. Гніздяться на висоті від 1900 до 2900 м над рівнем моря, подекуди на висоті 3600 м над рівнем моря. Взимку мігрують в передгір'я і долини, на висоті 600-750 м над рівнем моря. живляться плодами і комахами. В Коста-Риці сезон розмноження триває з березня по листопад. Гніздо чашоподібне, зроблене з моху і лишайників, розміщується на дереві, на висоті 2 м над землею. В кладці 2 білуватих яйця, інкубаційний період триває 16 днів.